# 白魯卡夫
49°36′29″N 28°5′51″E / 49.60806°N 28.09750°E
白魯卡夫（烏克蘭語：Білий Рукав），是烏克蘭的村落，位於該國西南部文尼察州，由赫梅利尼克區負責管轄，始建於1850年，面積2.4平方公里，海拔高度279米，2001年人口701，人口密度每平方公里292.08人。